# Hondo (serie televisiva)
Hondo è una serie televisiva western statunitense in 17 episodi trasmessi per la prima volta nel corso di una sola stagione nel 1967. È basata sul film omonimo del 1954 interpretato da John Wayne  (a sua volta basato sul romanzo omonimo di Louis L'Amour).

## Trama
Hondo è un ex confederato che, dopo essersi spostato nel West, sposa una donna indiana che viene uccisa in un massacro condotto dalle truppe dell'esercito. Comincia quindi a vagare per il West insieme al suo cane Sam, cercando di evitare ulteriori problemi tra l'esercito e gli indiani rimasti, ma anche difendendo i deboli e contrastando gli usurpatori delle terre e i vari fuorilegge.

## Personaggi

### Personaggi principali
- Hondo Lane (17 episodi, 1967), interpretato da Ralph Taeger.
- Buffalo Baker (17 episodi, 1967), interpretato da Noah Beery Jr..
- capo indiano Victorio (17 episodi, 1967), interpretato da Michael Pate.
- colonnello Crook (17 episodi, 1967), interpretato da William Bryant.
- capitano Richards (16 episodi, 1967), interpretato da Gary Clarke.
- Angie Dow (16 episodi, 1967), interpretata da Kathie Browne.
- Johnny Dow (16 episodi, 1967), interpretato da Buddy Foster.

### Personaggi secondari
- Victor Tribolet (5 episodi, 1967), interpretato da Glenn Langan.
- Reese (5 episodi, 1967), interpretato da Steven Marlo.
- sergente Highton (4 episodi, 1967), interpretato da James Beck.
- Del Harker (3 episodi, 1967), interpretato da Stan Barrett.
- Willie (3 episodi, 1967), interpretato da William 'Billy' Benedict.
- Krantz (3 episodi, 1967), interpretato da Jim Davis.
- Sergente (3 episodi, 1967), interpretato da Ed McCready.
- Ed Dow (3 episodi, 1967), interpretato da John Smith.
- Sean (2 episodi, 1967), interpretato da Randy Boone.
- Matt (2 episodi, 1967), interpretato da James Chandler.
- John-Choo (2 episodi, 1967), interpretato da Jamie Farr.
- Silva (2 episodi, 1967), interpretato da Victor Lundin.
- tenente (2 episodi, 1967), interpretato da John Pickard.
- Tribolet (2 episodi, 1967), interpretato da Michael Rennie.
- Cox (2 episodi, 1967), interpretato da Roy N. Sickner.
- Gallagher (2 episodi, 1967), interpretato da Robert Taylor.
- dottor Paul (2 episodi, 1967), interpretato da Ben Wright.

## Produzione
La serie fu prodotta da Andrew J. Fenady Productions e Batjac Productions e MGM Television e girata a negli studios della Metro-Goldwyn-Mayer a Culver City e nel Red Rock Canyon State Park di Cantil, in California.

### Registi
Tra i registi della serie sono accreditati:
- Lee H. Katzin (5 episodi, 1967)
- Michael D. Moore (4 episodi, 1967)
- William Witney (3 episodi, 1967)
- Harry Harris (2 episodi, 1967)
- Alan Crosland Jr. (1 episodio, 1967)
- Arthur H. Nadel (1 episodio, 1967)
- Eddie Saeta (1 episodio, 1967)

## Distribuzione
La serie fu trasmessa negli Stati Uniti nel 1967 sulla rete televisiva ABC. Trasmessa in concorrenza con la sitcom Gomer Pyle, U.S.M.C. della CBS e Star Trek della NBC, Hondo non riuscì ad ottenere risultati soddisfacenti (a differenza del film che al cinema fu un successo) e fu cancellata dopo la prima stagione, con l'ultima puntata trasmessa il 29 dicembre 1967. In Italia la serie fu trasmessa su Telemontecarlo negli anni settanta.
Alcune delle uscite internazionali sono state:
- negli Stati Uniti l'8 settembre 1967 (Hondo)
- in Francia il 5 giugno 1970 (Hondo)
- in Germania Ovest il gennaio 1971 (Hondo)
- in Finlandia (Hondo)
- in Argentina (Hondo)
- in Italia (Hondo)[4]

### Il film per la televisione
Nel 1967 due episodi della serie furono rieditati e trasmessi come film per la televisione con il titolo Hondo and the Apaches (Hondo in Italia) e con la regia di Lee H. Katzin. Nel film Hondo deve evitare la guerra tra il capo Apache Vittorio e i soldati. Nel film-tv Ralph Taeger è doppiato da Massimo Foschi e Robert Taylor da Riccardo Mantoni 

## Episodi
| Stagione       | Episodi | Prima TV USA |
| -------------- | ------- | ------------ |
| Prima stagione | 17      | 1967         |